# جکسون ریکر
جکسون ریکر (انگلیسی: Jaxson Ryker؛ زادهٔ ۶ ژوئن ۱۹۸۲) کشتی‌گیر کشتی حرفه‌ای، و افسر پلیس اهل ایالات متحده آمریکا است.